# 1856 у літературі

## Твори
- 25 січня-4 жовтня — Художник — повість Тараса Шевченка
- «О древней русской летописи как памятнике литературном» — праця з староукраїнської літератури Михайла Сухомлинова
- Гюстав Флобер надрукував місячними випусками роман «Мадам Боварі».
- Герман Мелвілл видав збірку «Оповідання на веранді».

## Народилися
- Іван Франко — український письменник, поет, вчений, публіцист.